# Eddie Cantor

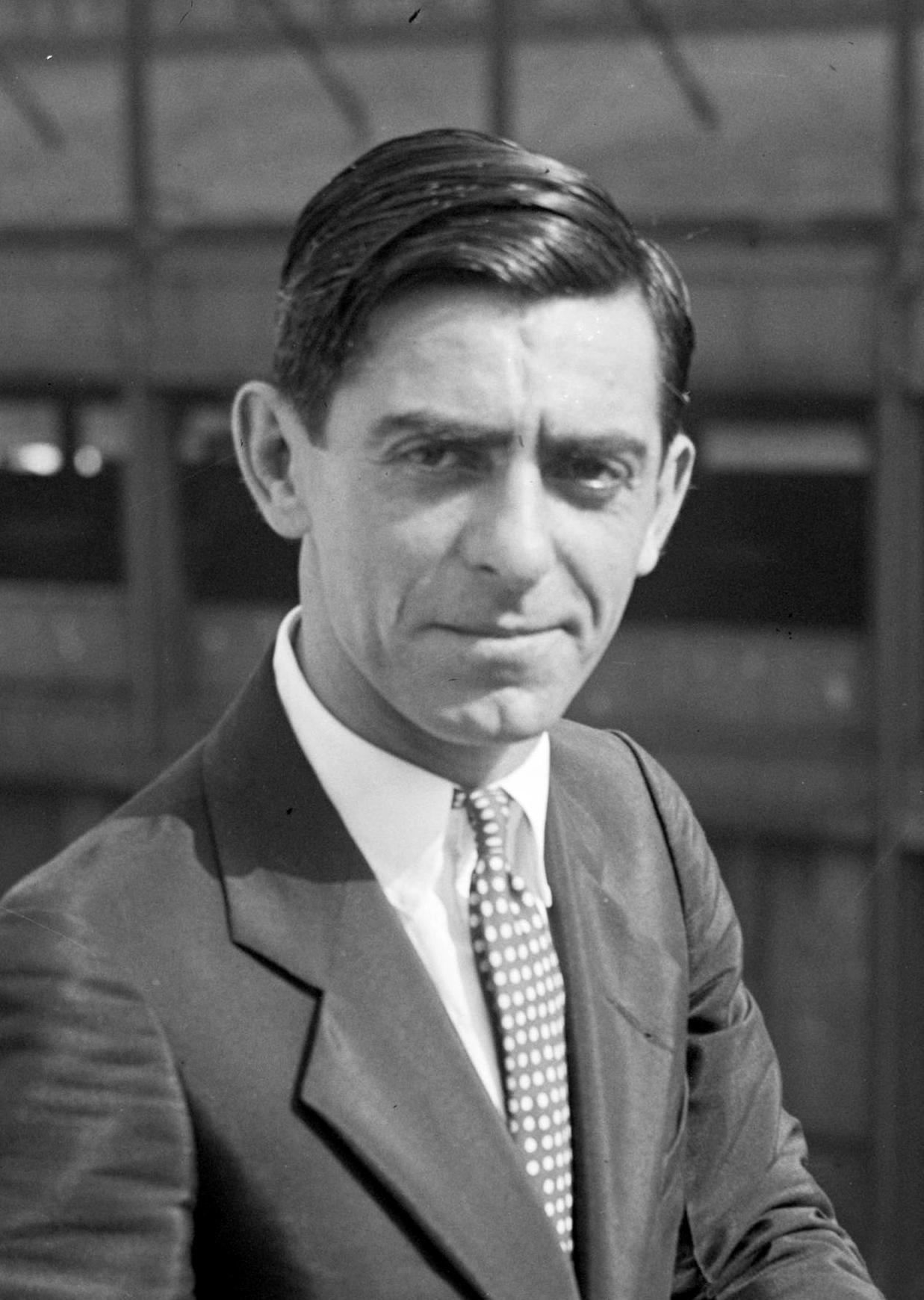
Eddie Cantor

Eddie Cantor, eigentlich Isidore Itzkowitz (* 31. Januar 1892 in New York; † 10. Oktober 1964 in Beverly Hills), war ein US-amerikanischer Komiker, Sänger, Schauspieler, Autor und Songwriter. Dem Broadway-, Radio- und frühen Fernsehpublikum war er wegen seiner großen braunen Augen auch als Banjo Eyes bekannt. In seinen sehr erfolgreichen Radiosendungen erzählte er gerne private Details aus dem Familienleben mit seiner Frau Ida und seinen fünf Töchtern.

## Leben und Werk

### Kindheit und Jugend
Cantor wurde in New York City als Sohn der russisch-jüdischen Immigranten Meta und Mechel Iskowitz geboren und erhielt den Namen Edward Israel. Seine Mutter starb, als er zwei Jahre alt war, und nachdem sein Vater die Familie verlassen hatte, wurde Israel von seiner Großmutter Esther Kantrowitz aufgezogen. So kam er zunächst zu dem Nachnamen Kantrowitz, der später zu Cantor amerikanisiert wurde. Seine Freundin und spätere Ehefrau Ida Tobias gab ihm 1903 den Spitznamen Eddie. Sie heirateten 1914 und blieben zusammen bis zu Idas Tod 1962. Cantor war über seine Tochter Natalie der Schwiegervater des Schauspielers und Sängers Robert Clary.
Schon als Teenager gewann Cantor Talentwettbewerbe an lokalen Theatern und begann öffentlich aufzutreten. Einer seiner ersten bezahlten Jobs war eine „Doppelrolle“ als singender Kellner, am Klavier begleitet vom jungen Jimmy Durante.

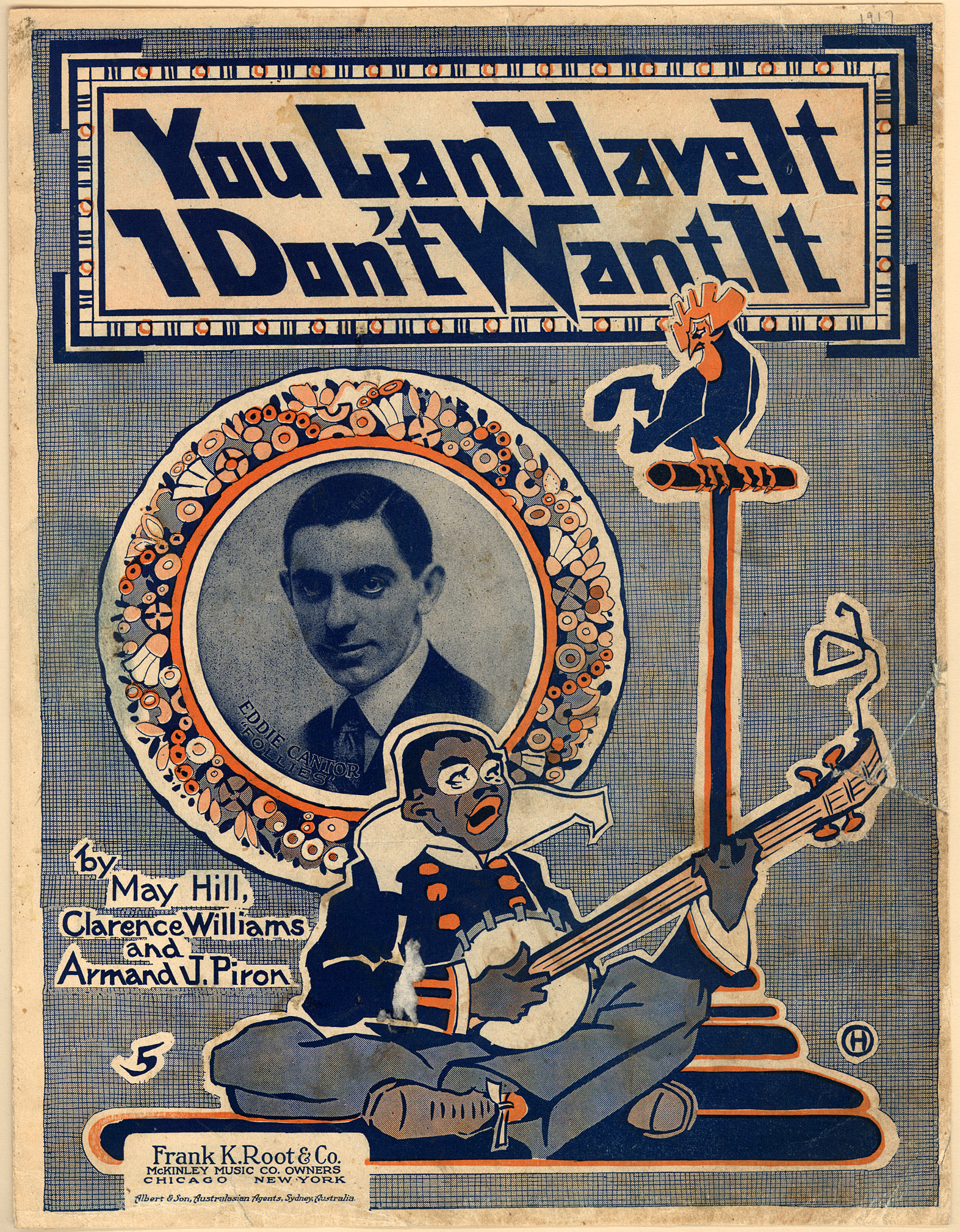
Deckblatt eines Notenheftes mit dem Bildnis Eddie Cantors und der Darstellung eines Blackface-Minstrelsy-Darstellers

Ab 1907 erschien sein Name auf den Werbeplakaten für Vaudeville-Shows in Manhattan. 1912 war er der einzige Darsteller über 20 in Gus Edwards’ Kid Kabaret, wo er Jefferson, seinen ersten Blackface-Charakter entwickelte. Die guten Kritiken machten Florenz Ziegfeld Jr., den Top-Produzenten am Broadway, auf ihn aufmerksam, der Cantor eine Rolle in seiner late-night Show Ziegfeld Midnight Frolic gab (1916).

### Broadway und Plattenaufnahmen
Ein Jahr später gab Cantor sein Debüt bei den Ziegfeld Follies, wo er bis 1927 blieb. Bei den Follies spielte er u. a. neben Bert Williams, dem Pionier der afroamerikanischen Comedians. Beide spielten Blackface-Rollen, Cantor als Williams’ Sohn. Ebenfalls in dieser Zeit bei den Follies waren Will Rogers, Marilyn Miller, W.C. Fields und Fanny Brice (deren Leben die Vorlage für die Filme Funny Girl und Funny Lady gab). Er wurde ein berühmter Musical-Star, beginnend mit Kid Boots (1923), dann mit Whoopee! (1928, mit Cantors Hit Makin’ Whoopee) und Banjo Eyes (1940, Bühnenbild von Harry Horner).
1917 machte Cantor erste Plattenaufnahmen. Er spielte sowohl Comedy-Songs und -Sketche ein als auch populäre Lieder der Zeit, zunächst für Victor Records, dann für Aeoleon-Vocalion, Pathé und Emerson Records. Von 1921 bis 1925 hatte er einen Exklusivvertrag mit dem Label Columbia, für das er nach Ansicht von Will Friedwald seine wohl besten Aufnahmen mit The Georgians einspielte; „sein energisches Klagen passt außerordentlich gut zu der klanglichen Dreistigkeit und holprigen Rhythmik dieser zentralen weißen Jazzgruppe“. Der Titel „If You Do – What You Do“ mache „deutlich, dass canto bisweilen stark auf den eigentlichen Blues hinarbeitete. Eddie Cantors Platte mit den Georgians begründete die Praxis, bekannte Bands mit Gesangsstars zusammenzubringen, und sie macht deutlich, warum Cantor es so vielen schwarzen Künstlern angetan hatte“, die sein „geniales Talent“ zu schätzen wussten. Bis 1929 nahm Cantor dann wieder für Victor auf.
Cantor gehörte zu den erfolgreichsten Entertainern dieser Ära, doch verlor er sein gesamtes Vermögen von mehreren Millionen Dollar beim Börsenkrach der Wallstreet im Oktober 1929. Um schnell wieder auf die Beine zu kommen, schrieb er zwei lustige Bücher darüber: Caught Short! A Saga of Wailing Wall Street und Yoo Hoo Prosperity, geschrieben im Jahr „1929 A.C. (After Crash)“, wurden sehr beliebt und erfolgreich.

### Film

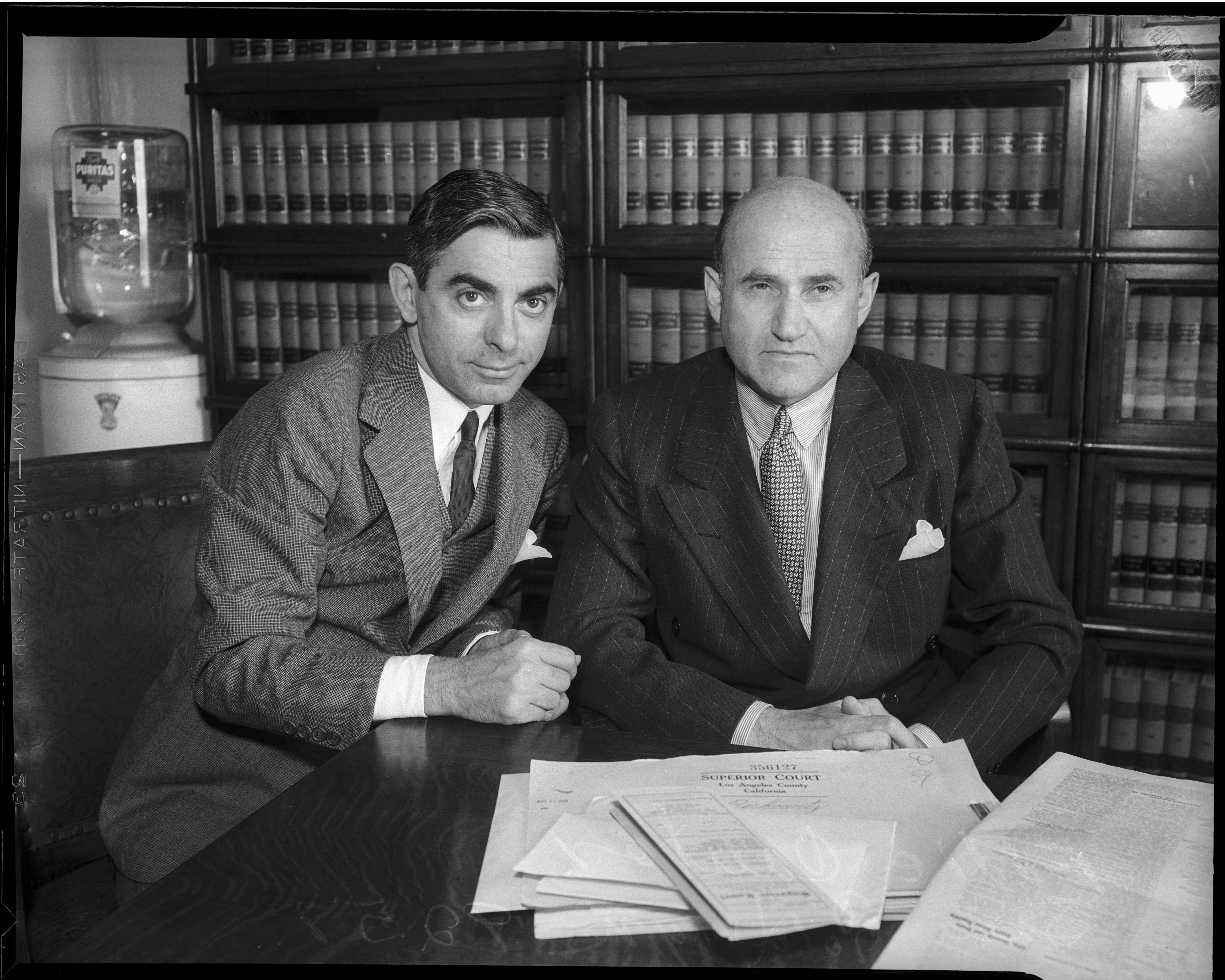
Eddie Cantor (links) und Samuel Goldwyn (um 1934)

Eddie Cantor hatte seine ersten Erfahrungen bereits im Stummfilm, wo er neben Clara Bow in Kid Boots zu sehen war. Sein Durchbruch als Star kam jedoch erst mit dem Aufkommen des Tonfilms nach ersten Versuchen mit dem neuen Medium (A Few Moments with Eddie Cantor) unter Vertrag von Samuel Goldwyn. 1930 wurde die Verfilmung von Whoopee! ein großer finanzieller Erfolg und Cantor stieg in den nächsten Jahren zu einem der beliebtesten Stars des Kinos auf. Mitte der Dekade wurde das Image von Eddie Cantor als eher altmodisch wahrgenommen und seine Popularität auf der Leinwand nahm ab.

### Radio
Cantors erster Radioauftritt war am 5. Februar 1931, dieser verschaffte Cantor zunächst eine vierwöchige Probezeit bei NBCs The Chase and Sanborn Hour. Am 13. September 1931 ersetzte er dann Maurice Chevalier, der nach Paris zurückkehrte. Diese Show etablierte Cantor und seinen Autor David Freedman als landesweit bekannte Komiker. Bald war Cantor der bestbezahlte Radiostar der Welt.
Im November 1934 sang er Santa Claus Is Coming to Town, ein 1932 entstandenes Weihnachtslied, das von anderen bekannten Sängerinnen und Sängern als zu albern und kindisch abgelehnt worden war. Innerhalb eines Tages wurden die Noten 100.000-mal verkauft, bis Weihnachten waren es 400.000.
Wegen seiner frühzeitigen öffentlichen Stellungnahme gegen Adolf Hitler und den Faschismus erlitt seine Karriere in den späten Dreißigern zunächst einen kleinen Einbruch. Um politische Kontroversen zu vermeiden, wurden viele Werbeverträge für seine Shows gekündigt. Mit dem Eintritt der USA in den Zweiten Weltkrieg änderte sich dies jedoch wieder.
Etwa 1937 schrieb Cantor gemeinsam mit Charles Tobias und Murray Mencher das Lied Merrily We Roll Along, das als Erkennungsmelodie der Zeichentrickserie Looney Tunes weltberühmt wurde. Weitere Hits für Cantor waren die Lieder Ida, Sweet as Apple Cider (von Munson/Leonard 1903; später auch interpretiert von Frank Sinatra, Bill Haley, Glenn Miller u. v. a.), Ma! He’s making eyes at me! (von Clare/Conrad 1921; später auch interpretiert von Count Basie, Ray Charles, Oscar Peterson u. v. a.).
In den 1940ern war Time To Smile seine landesweite Radiosendung. Zu seinen Gästen gehörte beispielsweise Boris Karloff. Neben seiner Film- und Radioarbeit nahm er zahlreiche Schallplatten auf, unter anderem für Hit of the Week Records, Columbia Records, Banner Records und Decca Records.

### Fernsehen
In den 1950er Jahren war er einer der Moderatoren der Sendung The Colgate Comedy Hour, in der er Variete-Acts vorstellte und komische Rollen spielte. Einmal handelte er sich Ärger ein, als er den jungen Sammy Davis junior nach dessen Auftritt umarmte und ihm die Augenbrauen mit seinem Taschentuch abtupfte. Wieder wurde ihm mit der Kündigung von Werbeverträgen gedroht, nach anderen Quellen geschah dies, weil er Sammy Davis zwei Wochen hintereinander engagierte. Cantors Reaktion war, Davis bis zum Ende des Jahres zu buchen. Damit begann eine 40-jährige Weltkarriere. Andere Künstler, die Cantor sehr gefördert hat, sind Dinah Shore und Deanna Durbin.

### Bücher
Außer Caught Short! schrieb Cantor mindestens sieben weitere Bücher, unter anderem für den damals neugegründeten Simon & Schuster-Verlag. Sie verkauften sich gut, und Henry L. Mencken war davon überzeugt, dass diese Bücher mehr dafür taten, die Amerikaner aus der „Großen Depression“ (Weltwirtschaftskrise) zu holen, als alle Regierungsmaßnahmen zusammen. Cantors Autobiographien, My Life is in Your Hands (mit David Freedman) und Take My Life (mit Jane Kesner Ardmore), wurden im Jahre 2000 neu aufgelegt.

## Humanitäre Arbeit
Cantor engagierte sich sehr im Kampf gegen Poliomyelitis. Polio war bis etwa zur Mitte des 19. Jahrhunderts eine endemisch auftretende Krankheit. Im Verlauf des 20. Jahrhunderts kam es jedoch vermehrt zu epidemieartigen Ausbrüchen. So erlagen während der Oststaaten-Polio-Epidemie von 1916 mehr als 6.000 Menschen der Krankheit. Allein für die Stadt New York waren mehr als 8.900 Krankheitsfälle gemeldet worden, wobei jeweils nur die paralytische Verlaufsform registriert wurden. Von den Erkrankten starben mehr als 2.400 Personen. Bei 80 Prozent der Verstorbenen handelte es sich um Kinder unter fünf Jahren. In den Vereinigten Staaten folgten regionale Epidemien in einem Turnus von etwa 5–6 Jahren, während es in den Intervallen immer wieder zu sporadischen Fällen kam. Zu den Opfern des Sommers 1921 zählte der junge Franklin D. Roosevelt. Es wird heute zwar nicht ausgeschlossen, dass Franklin D. Roosevelt am Guillain-Barré-Syndrom litt. Er selbst und seine Ärzte gingen jedoch bis zu seinem Lebensende von einer Polio-Erkrankung aus. Roosevelt, der sich sehr für die Bekämpfung der Polio-Erkrankung engagierte, gründete am 3. Januar 1938 die National Foundation for Infantile Paralysis. Ziel der Wohltätigkeitsorganisation war es, Geld für die Forschung und für die Versorgung von Polio-Opfern zu sammeln.
Aufgrund von Franklin D. Roosevelts Verbindungen engagierten sich sehr schnell auch Persönlichkeiten des öffentlichen Lebens in diesem Kampf. In Anlehnung an eine bekannte Nachrichtensendung mit dem Titel The March of Times erfand Eddie Cantor für den Spendenaufruf die Bezeichnung March of Dimes und engagierte sich über lange Jahre bei den Spendenaufrufen dieser Organisation. Außerdem war er schon früh in seiner Karriere gewerkschaftlich aktiv gewesen und wurde der erste Präsident der Screen Actors Guild. Seit 1962 verleiht die Screen Actors Guild einen Preis für das Lebenswerk verdienter Schauspieler. Eddie Cantor war 1962 der erste Schauspieler, der den Screen Actors Guild Life Achievement Award erhielt.

## Ehrungen
Cantor war eine Ausgabe der populären Serie This Is Your Life gewidmet, die Prominente normalerweise mit einer halbstündigen Ehrung überrascht. Cantor war der einzige, der vorher informiert wurde, da er sich gerade von einem Herzinfarkt erholte.
1953 versuchte Warner Brothers den Erfolg des Films The Jolson Story zu wiederholen, indem sie mit großem Aufwand einen Technicolor-Spielfilm über Cantors Leben drehte, The Eddie Cantor Story (Regie: Alfred E. Green). Der Film war zwar kein Flop, hätte aber wohl erfolgreicher sein können, wenn der Hauptdarsteller ihn nicht als Karikatur dargestellt hätte. Näher an der Wahrheit war der 1944 selbst produzierte Spielfilm Show Business, eine Verneigung vor dem Vaudeville und den Menschen im Showgeschäft. Er war RKOs erfolgreichster Film des Jahres.
Cantor erhielt drei Sterne im Hollywood Walk of Fame und 1957 einen Ehrenoscar für sein Lebenswerk. Die University of California, Los Angeles (UCLA) pflegt eine Eddie Cantor-Sammlung mit den zahlreichen Auszeichnungen für seine Arbeit und sein humanitäres Engagement sowie seltenen Fotos, Original-Skripten, Filmrequisiten usw.
Zitat: “It’s nice to be important, but it’s more important to be nice.” – Eddie Cantor
ungefähr: „Es ist ganz nett, wichtig zu sein, aber es ist wichtiger, nett zu sein.“

## Tod
Am 10. Oktober 1964 erlitt Cantor einen weiteren Herzinfarkt und starb in Beverly Hills.

## Filmografie
- 1913: Widow at the Races
- 1923: A Few Moments with Eddie Cantor (Kurzfilm)
- 1926: Kid Boots
- 1927: Eddie, der Postillion der Liebe (Special Delivery) (& Drehbuch)
- 1929: A Ziegfeld Midnight Frolic (Kurzfilm)
- 1929: Glorifying the American Girl
- 1928: That Party in Person (Kurzfilm)
- 1930: Insurance (9-minütiger Kurzfilm)
- 1930: Getting a Ticket (Kurzfilm)
- 1930: Whoopee!
- 1931: Palmy Days (& Drehbuch)
- 1932: Talking Screen Snapshots (Kurzfilm)
- 1932: Der falsche Torero (The Kid from Spain)
- 1933: Roman Scandals
- 1934: The Hollywood Gad-About (Dokumentarfilm)
- 1934: Kid Millions
- 1936: Strike Me Pink
- 1937: Ali Baba Goes to Town
- 1937: The March of Time Volume IV, Issue 5 (Dokumentarfilm)
- 1940: Forty Little Mothers (Regie: Busby Berkeley)
- 1943: Thank Your Lucky Stars
- 1944: Show Business (auch Produzent)
- 1944: Hollywood-Kantine (Hollywood Canteen)
- 1945: Screen Snapshots: Radio Shows (10-minütiger Dokumentar-Kurzfilm)
- 1946: American Creed (Kurzfilm)
- 1947: Meet Mr. Mischief (Kurzfilm)
- 1948: If You Knew Susie
- 1949: Screen Snapshots: Hollywood’s Happy Homes (Dokumentarfilm)
- 1952: The Story of Will Rogers
- 1952: Screen Snapshots: Memorial to Al Jolson (Kurzfilm)
- 1953: The Eddie Cantor Story (Cameo-Auftritt)

## Broadway
- Ziegfeld Follies of 1917 (1917) – Revue – Darsteller
- Ziegfeld Follies of 1918 (1918) – Revue – Darsteller, Co-Komponist and Co-Texter von Broadway’s Not a Bad Place After All mit Harry Ruby
- Ziegfeld Follies of 1919 (1919) – Revue – Darsteller, Texter von (Oh! She’s the) Last Rose of Summer
- Ziegfeld Follies of 1920 (1920) – Revue – Komponist von Green River, Komponist und Texter von Every Blossom I See Reminds Me of You und I Found a Baby on My Door Step
- The Midnight Rounders of 1920 (1920) – Revue – Darsteller
- Broadway Brevities of 1920 (1920) – Revue – Darsteller
- Make It Snappy (1922) – Revue – Darsteller, Co-Drehbuchautor
- Ziegfeld Follies of 1923 (1923) – Revue – Sketch-Autor
- Kid Boots (1923) – Musical – Schauspieler in der Rolle des Kid Boots
- Ziegfeld Follies of 1927 (1927) – Revue – Darsteller, Co-Drehbuchautor
- Whoopee! (1928) – Musical – Schauspieler in der Rolle des Henry Williams
- Eddie Cantor at the Palace Theatre (1931) – Soloauftritt
- Banjo Eyes (1941) – Musical – Schauspieler in der Rolle des Erwin Trowbridge
- Nellie Bly (1946) – Musical – Co-Produzent

## Hörproben
- The Chase and Sanborn Hour mit Eddie Cantor (Ausschnitte)
- The Eddie Cantor Show (1936–1952, 30 Episoden)
- OTR Network Library: The Eddie Cantor Show (1936–1952, 11 Episoden)
- Eddie Cantor im Radio (1937–1948, 4 Episoden)
- A few moments with Eddie Cantor 6-minütiger Lee-de-Forest-Phonofilm von 1923

## DVD
Eddie Cantor in Person